# Quilimanjaro
O Quilimanjaro ou Kilimanjaro (Oldoinyo Oibor, que significa montanha branca em massai, ou Kilima Njaro, montanha brilhante em suaíli) é um monte localizado no norte da Tanzânia, junto à fronteira com o Quénia. O Quilimanjaro é o ponto mais alto da África, com uma altura de 5 895m no Pico Uhuru.
Este antigo vulcão, com o topo coberto de neve, ergue-se no meio de uma planície de savana, oferecendo um espectáculo único. O monte e as florestas circundantes, com uma área de 75 353 hectares, possuem uma fauna rica, incluindo muitas espécies ameaçadas de extinção e constituem um parque nacional que foi inscrito pela Organização das Nações Unidas para a Educação, a Ciência e a Cultura (UNESCO) em 1987 na lista dos locais que são Património da Humanidade.
O complexo do monte Quilimanjaro com as suas florestas tinha sido considerado uma reserva de caça pelo governo colonial alemão nos princípios do século XX, mas foi considerado uma reserva florestal em 1921, até que, em 1973, foi declarado como Parque Nacional.

## Toponímia e etimologia

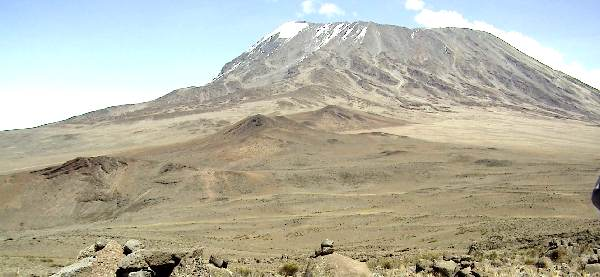
Vista leste do Quilimanjaro

O nome utilizado para designar a montanha no seu conjunto escreve-se «Quilimanjaro», em português, «Kilimanjaro» em inglês e «Kilimandjaro» em francês. Também é denominada, Ol Doinyo Oibor em massai, que significa «montanha branca» ou «montanha brilhante». O seu nome foi adoptado em 1860, e provém do termo suaíli Kilima Njaro. O nome Kilimanjaro foi objecto de vários estudos toponímicos, e o explorador e linguista alemão Johann Ludwig Krapf assumia-o como a «montanha do esplendor», sem maiores considerações. Em 1884, Gustav Adolf Fischer, explorador e naturalista alemão, afirmava que njaro era um demónio do frio, ideia compartilhada pelo geógrafo Hans Meyer durante a sua escalada em 1889, no entanto, o termo njaro era apenas conhecido pelos habitantes da costa e não pelos que viviam nas regiões do interior, que só acreditavam em espíritos benfeitores. O explorador Joseph Thomson foi o primeiro a assumir, em 1885, o significado de «montanha brilhante». Sob o pressuposto de que kilima se refira em suaíli a "montanha", para os próprios chagas a confusão deve-se ao facto de o termo devidamente utilizado para "montanha" em suaíli ser "mlima", e "kilima" um diminutivo que significa colina ou montanha pequena. É possível assumir que o diminutivo seja utilizado para se referir à montanha de um modo afectivo, ainda que seja difícil compreender porque um estrangeiro deveria querer expressar tal afecto. Njaro refere-se a brancura, a brilho em suaíli. Por outro lado, na língua massai, ngaro ou ngare designa a água ou as fontes, porém jaro também pode significar, em chaga, uma caravana; e uma teoria alternativa propõe como origem os termos kilmanare/kilemanjaare, kilelemanjaare ou mesmo kileajao/kilemanyaro, cujo significado é, respectivamente, «que vence ao pássaro» ou «o leopardo» ou «a caravana». Não obstante, este nome não terá sido importado até meados do século XIX pelos chagas, que tinham por hábito nomear separadamente cada um dos cumes conhecidos que compõem o conjunto do Quilimanjaro, tornando esta explicação anacrónica, pois o monte tem vários nomes.
O Quilimanjaro é constituído por três cimos ou picos principais: o Shira, o Mawenzi (em chaga, Kimawenze ou Mavenge, que significa «cume dividido», cuja aparência deu origem a uma lenda local) e Kibo (em chaga, Kipoo ou Kiboo, que significa «manchado», por causa duma rocha escura que sobressai por entre as neves perenes, também chamado Kyamwi, «luminoso»). Neste último reside o ponto culminante do conjunto, o pico Uhuru (em suaíli, «liberdade»). Anteriormente batizado como Kaiser-Wilhelm-Spitze, de 1889 a 1918, em homenagem a Guilherme II da Alemanha na sequência da colonização da África Oriental Alemã através da assinatura de vários tratados entre Carl Peters e os dirigentes locais, até à passagem de Tanganica sob administração do Reino Unido.

## Geografia

Representação do Quilimanjaro em 3D

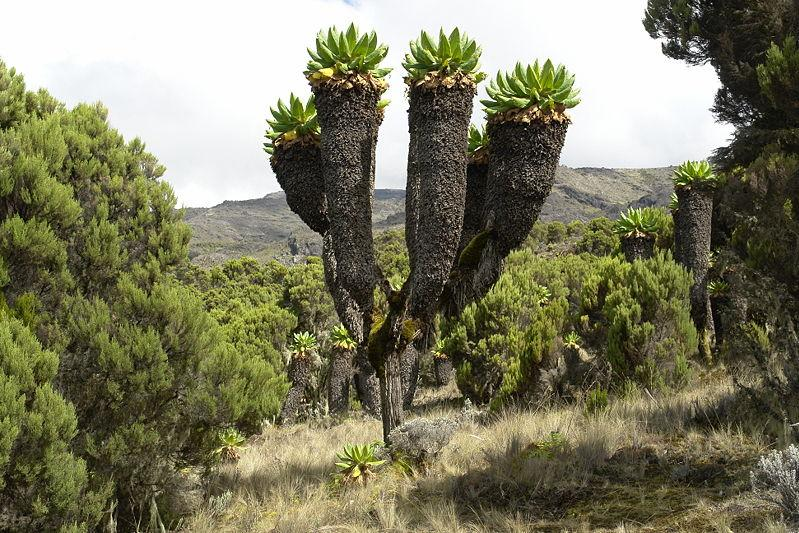
Senecio gigante, até ca. 4 500 m.

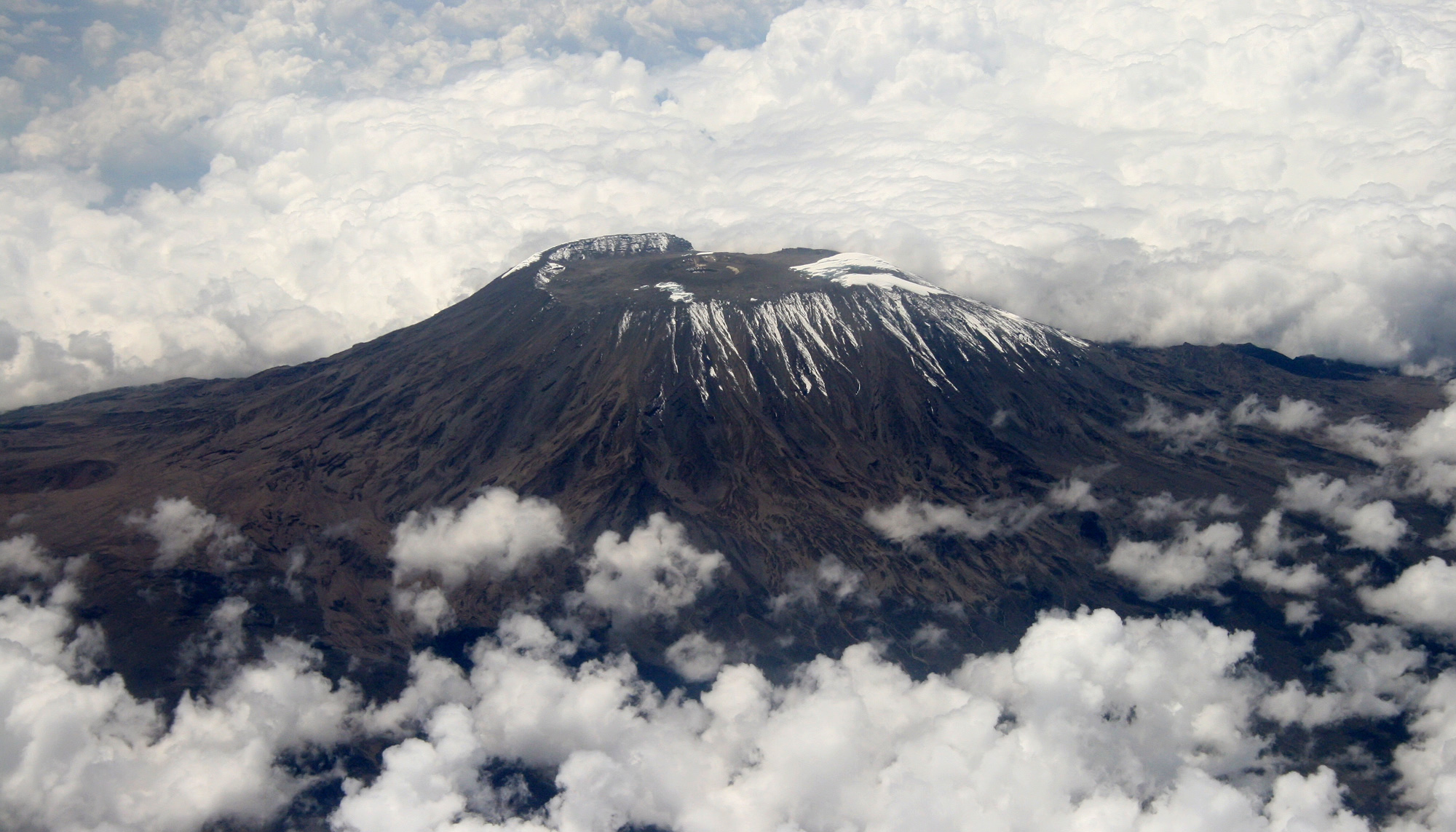
Fotografia aérea de dezembro de 2009

Por se encontrar na margem oriental do sul da África, o monte Quilimanjaro, que mostra ter tido grande actividade vulcânica no Pleistoceno, não se encontra totalmente isolado na planície africana, mas está acompanhado por três outros cones vulcânicos, orientados num eixo este-sudoeste: o mais antigo, Xira, a oeste, com uma altitude de 4 500 m, Mauenzi a leste, com uma altitude de 5 149 m e, entre eles, Quibo, que é o mais recente e mostra ainda sinais de actividade, na forma de fumarolas. Entre o Quibo e o Mauenzi há uma plataforma com cerca de 3 600 hectares.
A existência de neve é consequência de sua altitude. Em setembro de 2008, uma equipa liderada pelo português Rui Fernandes, investigador do Centro de Geofísica da Universidade de Lisboa e professor na Universidade da Beira Interior (UBI) mediu com a maior precisão de sempre a altura do ponto mais alto da montanha com recurso a GPS. O resultado de 5 891,8 m apresenta uma precisão de centímetros.

### Flora
Em Malindi, Quênia, nas proximidades do Quilimanjaro, possui temperatura média anual 26,5 °C; já a 750 - 1 000 m. permite-se culturas de café (coffea arabica), banana (musa spp.), manga (mangifera indica) e abacate (persea americana).
Floresta subtropical úmida, entre 1 400 m até 3 000 m, máx. 3300 m; líquen de barba (usnea); linha das árvores, 2 700 - 3 000 m, máx. 3 500 m; lobélias-gigantes, até ca. 4 000 m; florestas subalpinas de éricas até 4 100 m; senécias-gigantes até 4 500 m; vulcão Kibo - pico Uhuru, 5 891,8 m com gelo.
Florestas montanhosas de Ocotea são presentes no lado sul, úmido. ocotea usambarensis pode crescer até 45 m (150 pés). Florestas de cassipourea e juniperus (juniperus procera) são presentes no lado norte, seco.
Espécies: acácias (vachellia e senegalia), urze-molar ou betouro (erica arborea), samambaias, líquenes, ericáceas (até 10 m), coníferas, senécias (5 até 6 m), lianas, lobélias, musgos, oliveiras (olea africana), orquídeas, palmeiras, senécias-gigantes, juniperus e cedros. A faixa de poáceas não existe no Quilimanjaro porque onde há chuva suficiente, existe agricultura.

### Proteção
O Quilimanjaro é protegido por um parque designado Parque Nacional do Quilimanjaro, classificado pela UNESCO como Património da Humanidade. O degelo das geleiras (glaciares) no topo do Quilimanjaro é uma realidade. Estimadas em cerca 12 km² de extensão em 1900, recobrem hoje somente 2 km² (ou seja, o monte perdeu 80% de sua neve), e neste ritmo irão desaparecer em 2020. O aquecimento geral da Terra explica este fenômeno, embora outros elementos possam ter influência.
O documento Case Studies on Climate Change and World Heritage publicado pela UNESCO em Junho de 2007, estabelece a relação entre aquecimento global e desaparecimento dos glaciares do topo do Quilimanjaro. A esse propósito existe também o livro de viagens de aventura, do escritor/aventureiro José Maria Abecasis Soares, intitulado 'Horizontes em Branco', publicado pela Editorial Presença em Novembro de 2010.

## História

Primeira fotografia do Kibo, tirada em 1929

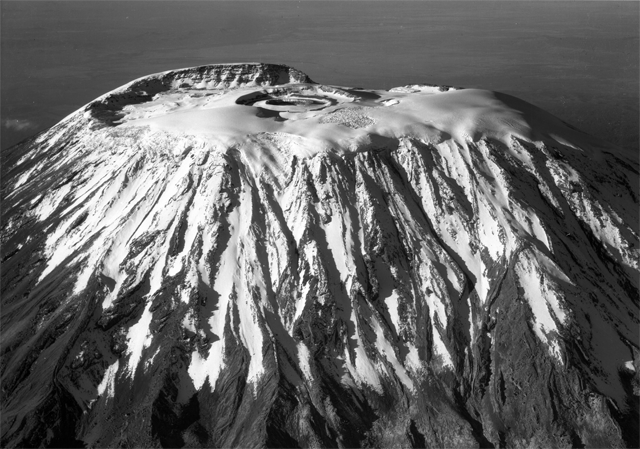
Imagem aérea do cume do Quilimanjaro em 1938

Antes do século XIX, algumas raras crônicas, como a do geógrafo egípcio Ptolomeu, mencionaram a existência de uma "montanha branca" no coração da África. Em 1845, o geógrafo britânico William Cooley, certo da sua existência, afirma que a montanha mais conhecida da África oriental é recoberta de rochas vermelhas.
Em maio de 1848, o missionário anglicano alemão Johannes Rebmann explora a região Chagalândia e acaba por se aproximar da montanha: "Ali pelas 10 horas, vi alguma coisa branca no topo de uma montanha, e acreditei que se tratasse de nuvens, mas meu guia me disse que era o frio; então, reconheci com satisfação esta velha companheira dos europeus, que chamamos neve". Sua descoberta, divulgada em abril de 1849 no Church Missionary Intelligencer, é contestada em Londres.
Foi somente em 1861 que uma expedição, dirigida pelo barão alemão Klaus von der Decken e pelo botânico inglês Richard Thornton, permitiu constatar que se tratava realmente de um pico com neves eternas.

### Ascensão
A ascensão é tecnicamente fácil, mas longa e penosa pelo frio e pela altitude. A via mais frequentada é a via Marangu. As outras vias praticadas são as vias Machame, Mweka, Lemosho, Rongai, Umbwe, Northern Circuit e Shira. Aproximadamente 20000 pessoas tentam todos os anos alcançar o topo. Este número é controlado pelas autoridades da Tanzânia.
Em 1883, o inglês Joseph Thomson, seguido do conde Teleki, atacam o pico, mas não passam dos 5 300 m. Após dois fracassos, Hans Meyer, em 6 de outubro de 1889, consegue alcançar o topo do Quilimanjaro, acompanhado de seu amigo Ludwig Purtscheller e do guia chaga Lauwo. Este teria morrido com 127 anos em 1997, mas talvez essa história seja apenas uma lenda, como a história da presença de um cadáver congelado de leopardo, encontrado a 5 500 m.

## Na cultura popular
Um dos mais belos contos de Ernest Hemingway chama-se "As neves do Quilimanjaro". Há um trecho antológico:
| “ | Era o topo do Quilimanjaro. Compreendeu, então, que era para lá que se dirigiam | ” |